# Zorro l'intrépide
Pour plus de détails, voir Fiche technique et Distribution.
Zorro l'intrépide (Zorro alla corte di Spagna) est un film d'aventures italien de 1962 réalisé par Luigi Capuano avec George Ardisson dans le rôle de Zorro.

## Synopsis
À la mort du Duc de Lusitanie, son frère profite de la jeunesse de l'héritière pour s'emparer du trône. Riccardo Di Villa Verde, de retour d'un voyage, décide de la protéger. Au même moment, un mystérieux justicier masqué répondant au nom de Zorro défie l’usurpateur,.

## Fiche technique
- Titre original : Zorro alla corte di Spagna
- Titre français : Zorro l'intrépide
- Titre anglais ou international : The Masked Conqueror
- Réalisation : Luigi Capuano
- Assistant-réalisateur : Gianfranco Baldanello
- Scénario : Arpad DeRiso, d'après une histoire de Nino Scolaro
- Décors : Alfredo Montori
- Costumes : Camillo Del Signore
- Photographie : Oberdan Troiani
- Son : Pietro Ortolani
- Montage : Antonietta Zita
- Musique : Carlo Savina
- Production : Ferdinand Felicioni
- d F Société(s) de production : Jonia Film
- Pays d’origine :  Italie
- Langue originale : italien
- Format : couleurs (Eastmancolor) — 35 mm — 2.35 : 1 (Dyaliscope) — son mono
- Genre : film d'aventures, action, western
- Durée : 92 minutes
- Dates de sortie :
  -  Italie : 29 juin 1962

Source :

## Distribution
- George Ardisson : Riccardo Di Villa Verde / Zorro
- Alberto Lupo : Miguel
- Nadia Marlowa : Bianca Rodriguez
- Maria Letizia Gazzoni : Infante Isabella
- Franco Fantasia : Manuel Garcia
- Antonio Gradoli : L'Oste
- Carlo Tamberlani : Marquis Pedro Di Villa Verde
- Amedeo Trilli : le moine
- Grazia Maria Spina : Consuelo
- Nazzareno Zamperla : Paquito
- Carla Calò : Francisca Di Villa Verde
- Nerio Bernardi : Colonel Vargas
- Tullio Altamura (en) : Comte de Tolède
- Andreina Paul : Regina Maria Cristina
- Gloria Parri : Rosita

## Accueil

### Box-office
Lors de sa sortie en France, le film a totalisé 940 138 entrées.